# Wien (folyó)
A Wien 34 km hosszú folyó Ausztriában.

## Futása
Két forrásfolyója van, a Dürre Wien és a Kalte Wien. Pressbaumban összefolynak. Bartbergnél átfolyik a Wien a Wienerwaldsee nevű mesterséges tavon.

## Mellékvizei
| Jobb oldalról: - Rotwassergraben - Grünauer Bach - Hirschenbach - Lainzerbach | Bal oldalról: - Weidlingbach - Gablitzbach - Mauerbach |

## Képek

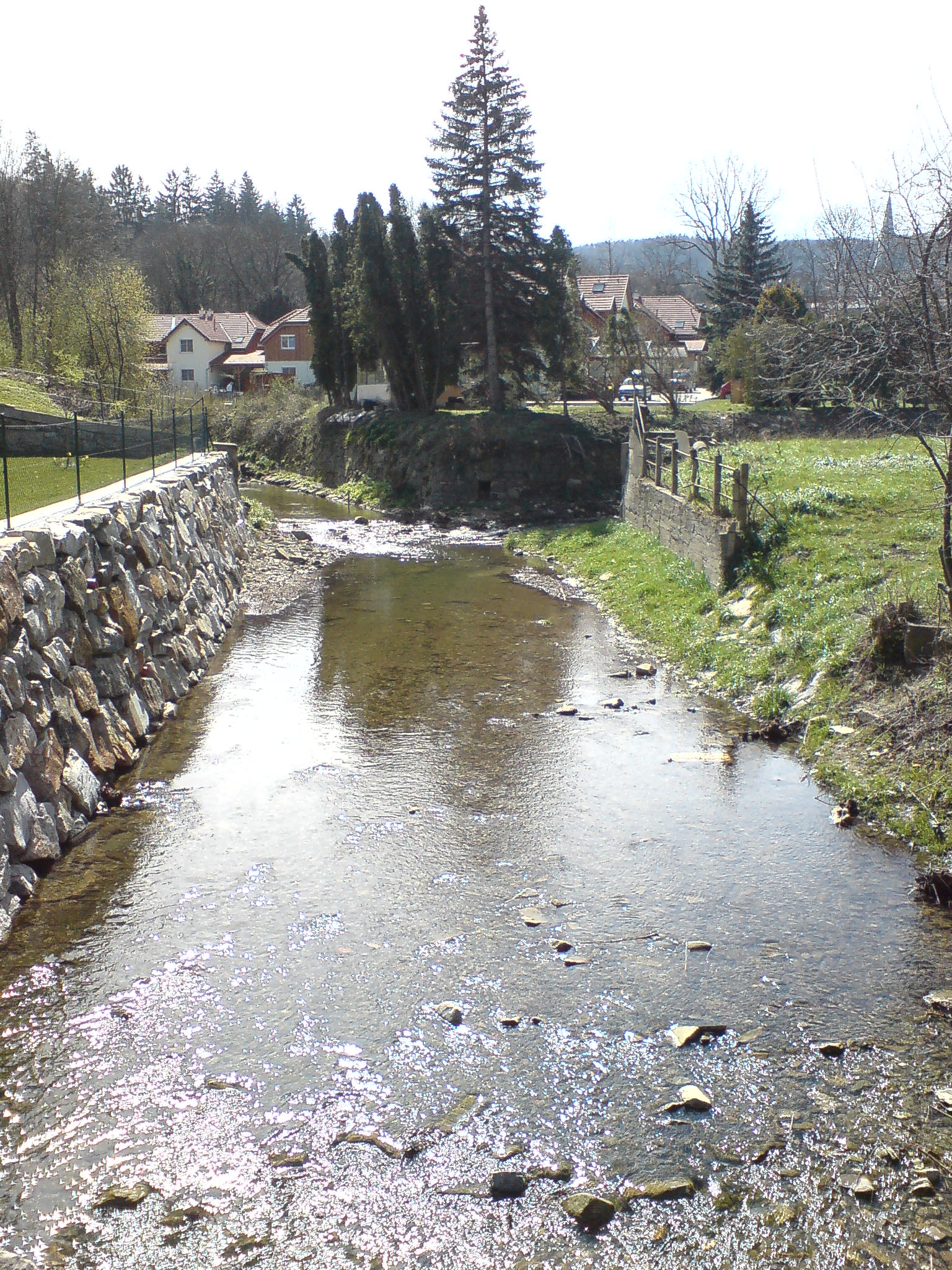
Az összefolyás Pressbaumban
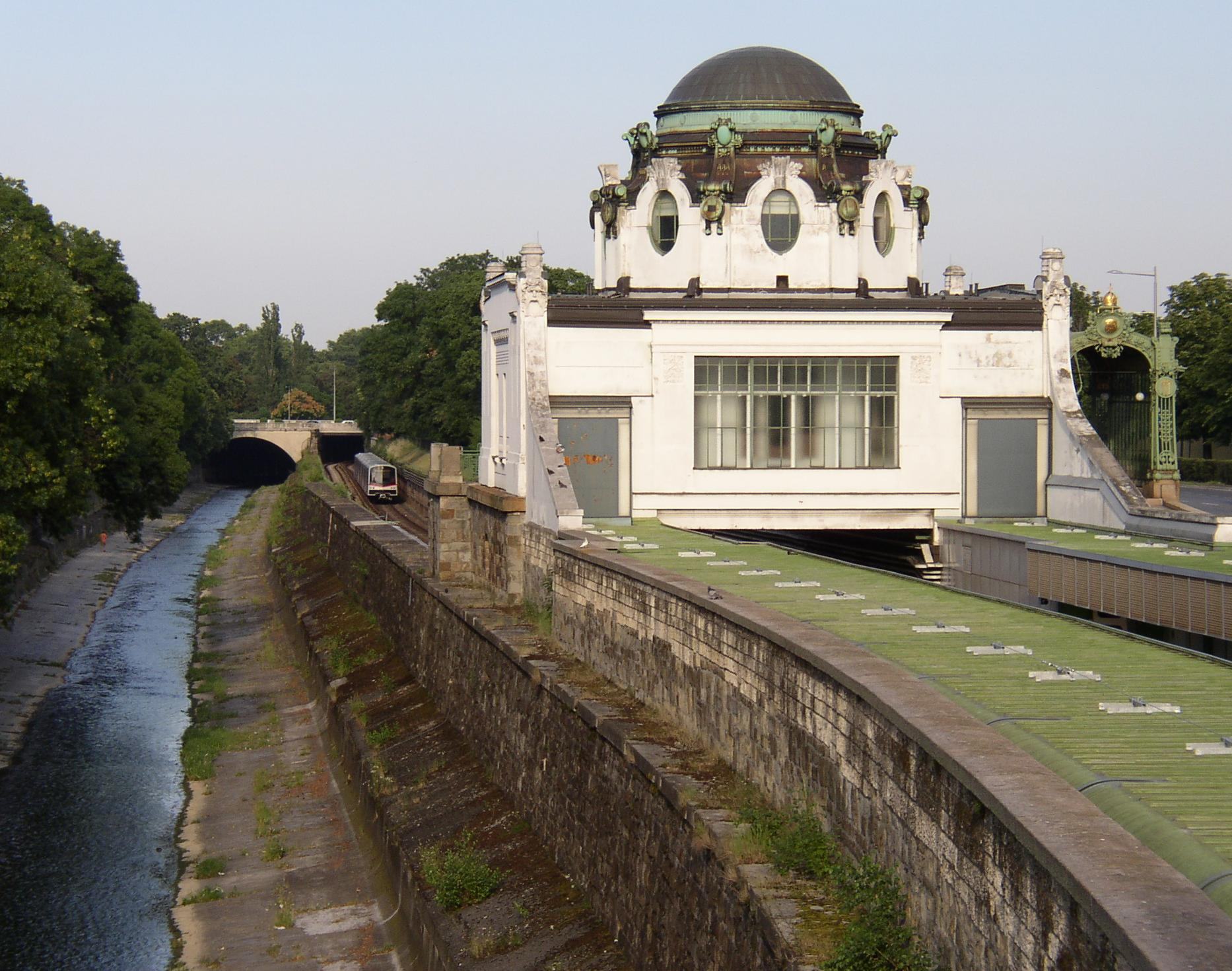
A Hofpavillon és az U4-es metró a folyó mellett
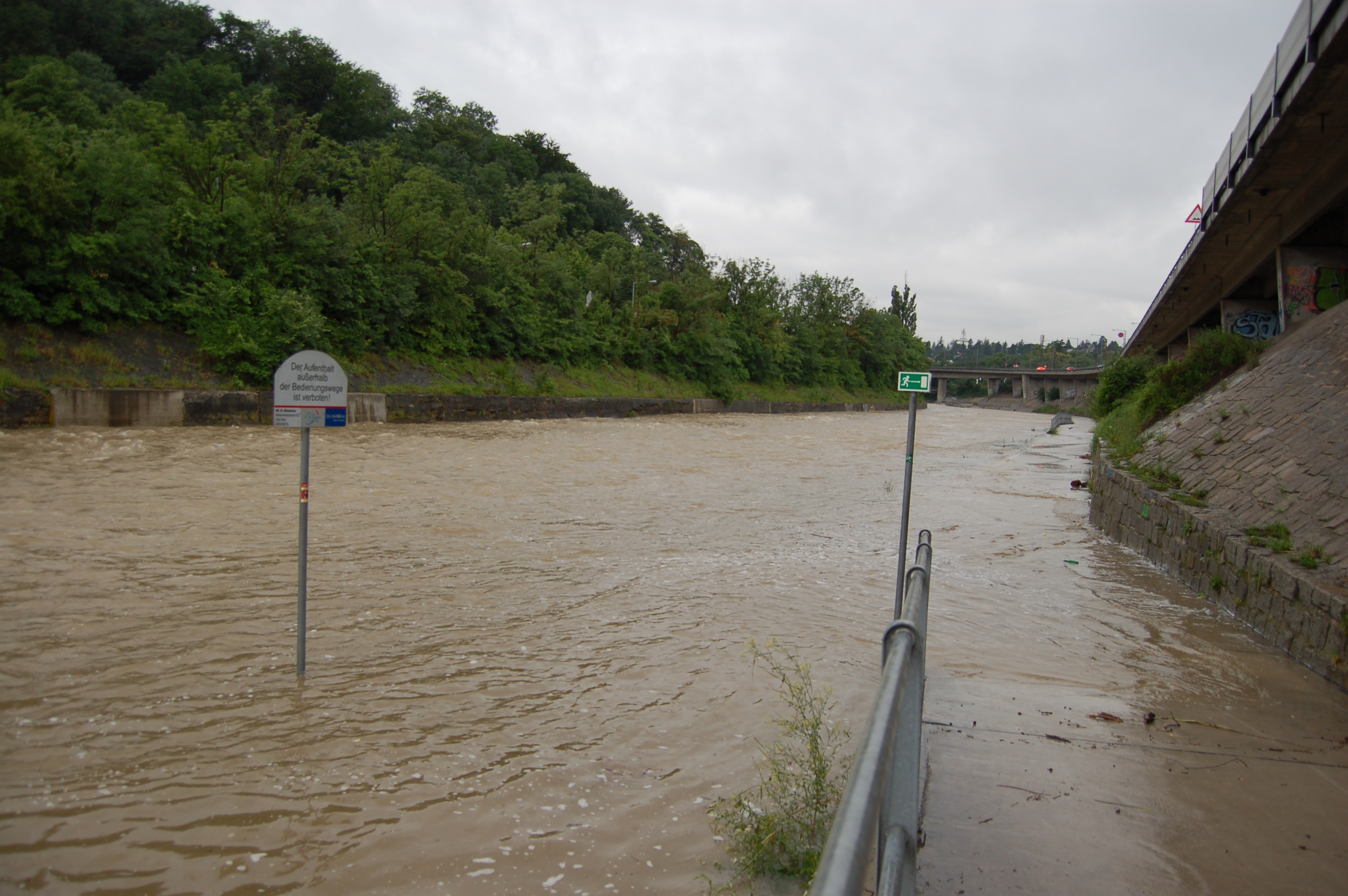
A folyó 2009-ben árvízzel
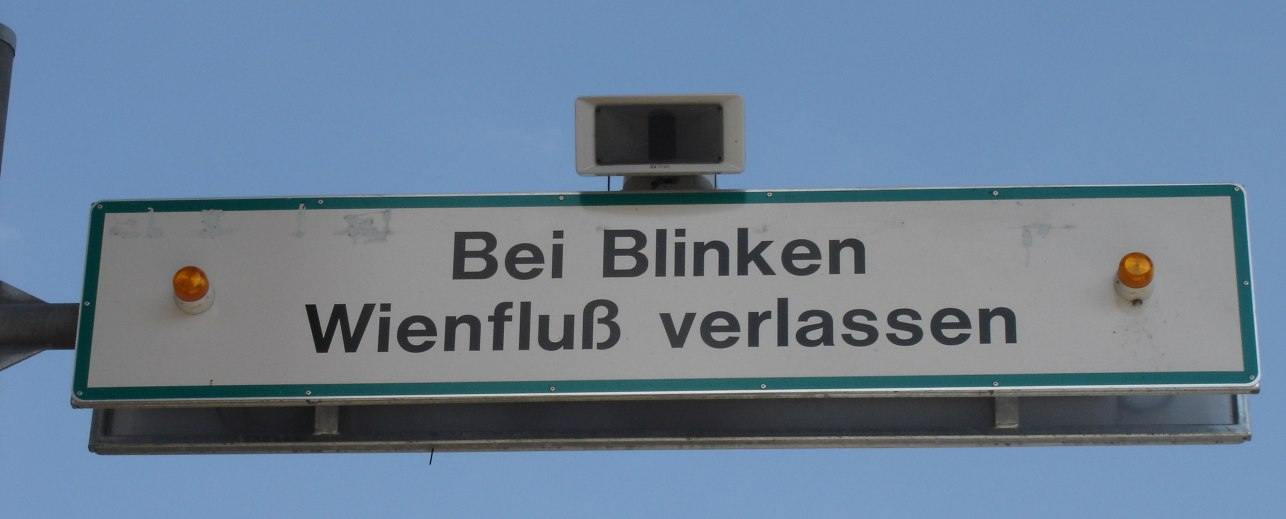
„Hagyja el a folyót, amikor villog”
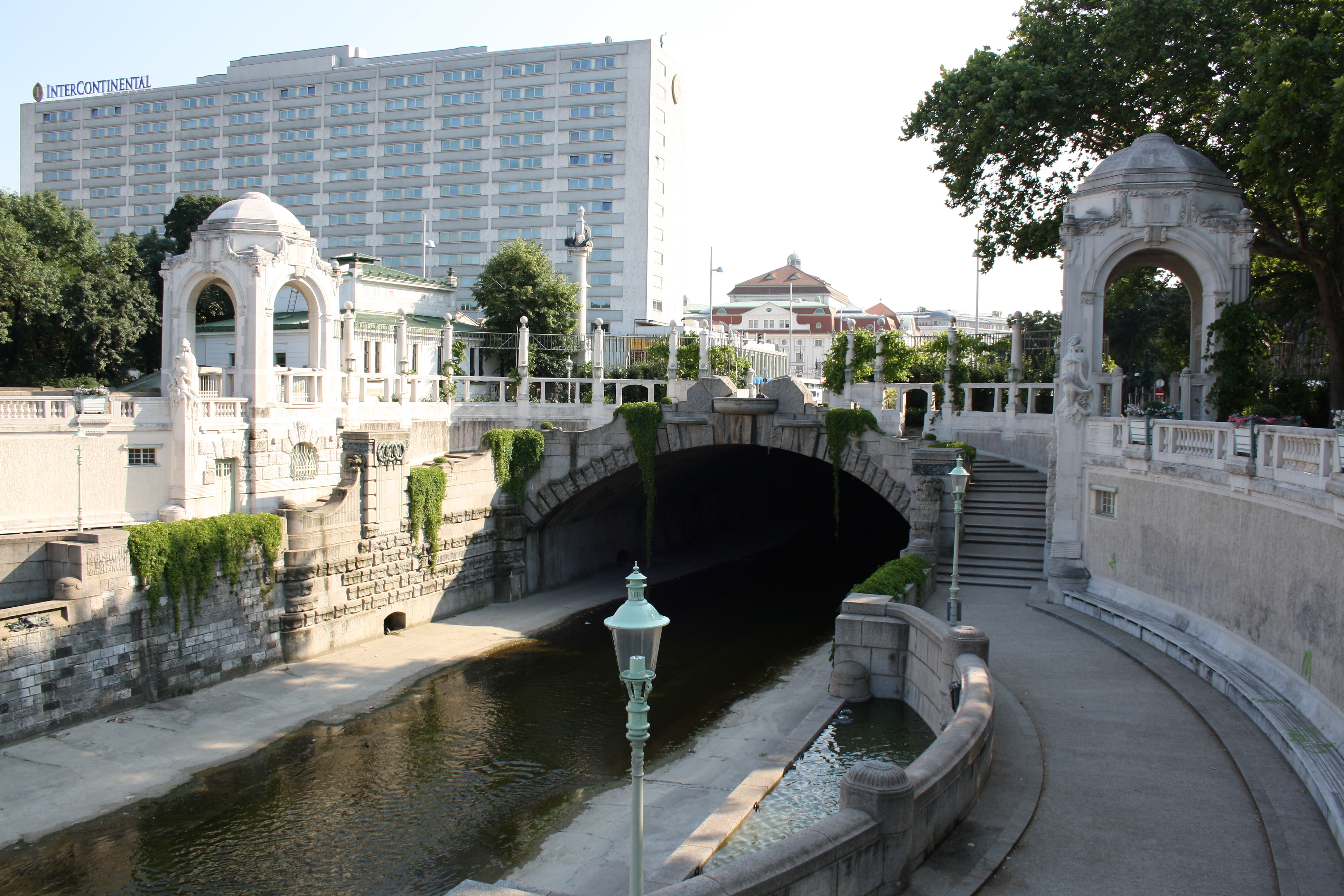
Wienflussportal
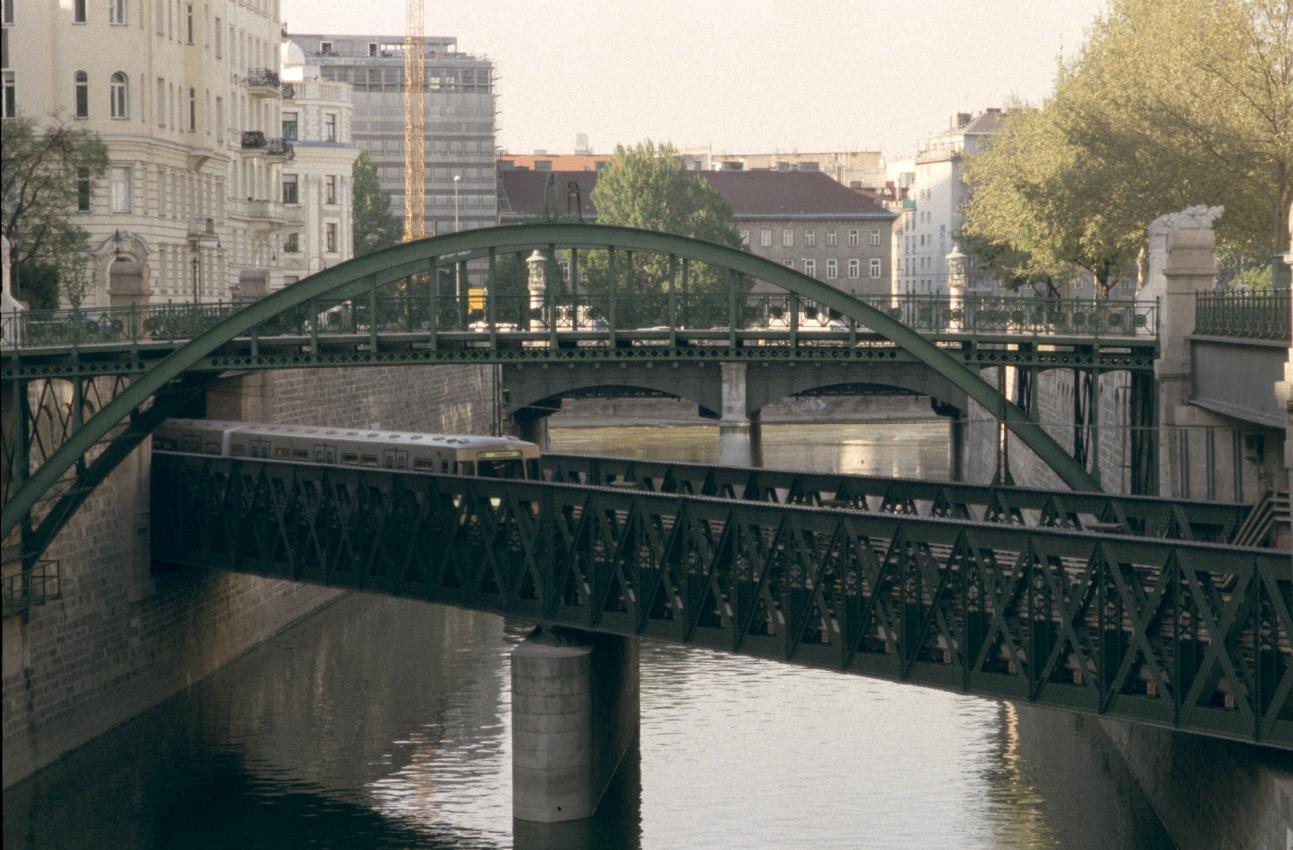
Az U4-es metróvonal hídja

## Fordítás
- Ez a szócikk részben vagy egészben  a   Wien (Fluss) című német Wikipédia-szócikk ezen változatának fordításán alapul.  Az eredeti cikk szerkesztőit annak laptörténete sorolja fel. Ez a jelzés csupán a megfogalmazás eredetét és a szerzői jogokat jelzi, nem szolgál a cikkben szereplő információk forrásmegjelöléseként.